# 三部
三部 （さんぶ）とは、短期大学に設置されている教育課程の一つである。

## 特徴
- 夜間がメインの二部とは異なり、昼間二交代制の授業である。高等学校でいうところの昼間定時制に相当する。午前中2コマ分授業を受けて午後から勤務と、午前中勤務の後に午後から2コマ授業を受けるという2つのパターンがある。三部課程のある短期大学には、基本的に近隣にある会社と連携して、短期大学と提携会社にマイクロバスを設けていることもある。自分の力で働きながら大学を卒業する人の為に設けられた制度で、親の経済的負担を軽減させるというメリットがあるが、近年減少しつつある。1968年に発足した。

## 三部課程のあるまたはあった短期大学
- 大垣女子短期大学
- 岐阜聖徳学園大学短期大学部
- 中部女子短期大学
- 修文大学短期大学部
- 愛知文教女子短期大学
- 岡崎女子短期大学
- 愛知江南短期大学
- 鈴鹿短期大学
- 兵庫大学短期大学部
- 奈良文化女子短期大学
- 香川短期大学
- 大分女子短期大学

## 設置史
- 1968年
  - 聖徳学園女子短期大学家政科・保育科にて設置。
  - 兵庫女子短期大学家政科にて設置。
  - 奈良文化女子短期大学教養科・保育科にて設置。
- 1969年
  - 一宮女子短期大学家政科・幼児教育学科にて設置。
  - 稲沢女子短期大学幼児教育学科にて設置。
  - 岡崎女子短期大学幼児教育学科にて設置。
  - 鈴鹿短期大学家政学科にて設置。
- 1971年
  - 兵庫女子短期大学保育科にて設置。
- 1972年
  - 江南女子短期大学家政学科・幼児教育学科にて設置
- 1974年
  - 香川短期大学幼児教育学科にて設置。
- 1977年
  - 大垣女子短期大学保健科にて設置。
- 2003年
  - 兵庫大学短期大学部美術デザイン学科にて設置。

## 備考
- 学科名の変遷については各短期大学のリンクを参照。